# Fédération des Pays-Bas de basket-ball
La Fédération des Pays-Bas de basket-ball ou NBB, (Nederlandse Basketball Bond) est une association, fondée en 1946, chargée d'organiser, de diriger et de développer le basket-ball aux Pays-Bas.
La NBB représente le basket-ball auprès des pouvoirs publics ainsi qu'auprès des organismes sportifs nationaux et internationaux et, à ce titre, les Pays-Bas dans les compétitions internationales. Elle défend également les intérêts moraux et matériels du basket-ball néerlandais. Elle est affiliée à la FIBA depuis 1946, ainsi qu'à la FIBA Europe.